# Marian McKnight
Marian McKnight (Manning, 19 dicembre 1936) è un'ex modella statunitense, eletta Miss Carolina del Sud 1957 e Miss America 1957.

## Biografia
Durante il concorso, nella prevista prova del talento, la McKnight imitò l'attrice Marilyn Monroe, e in seguito lavorò proprio con il marito della Monroe, Joe DiMaggio, in uno spettacolo in una base militare della Virginia. Nonostante le speculazioni del biografo Donald Spoto, la McKnight negò di avere mai avuto una relazione con DiMaggio.
Nel 1958 sposò l'attore Gary Conway, incontrato presso l'UCLA, dal quale ebbe due figli.